# 1924 ve fotografii

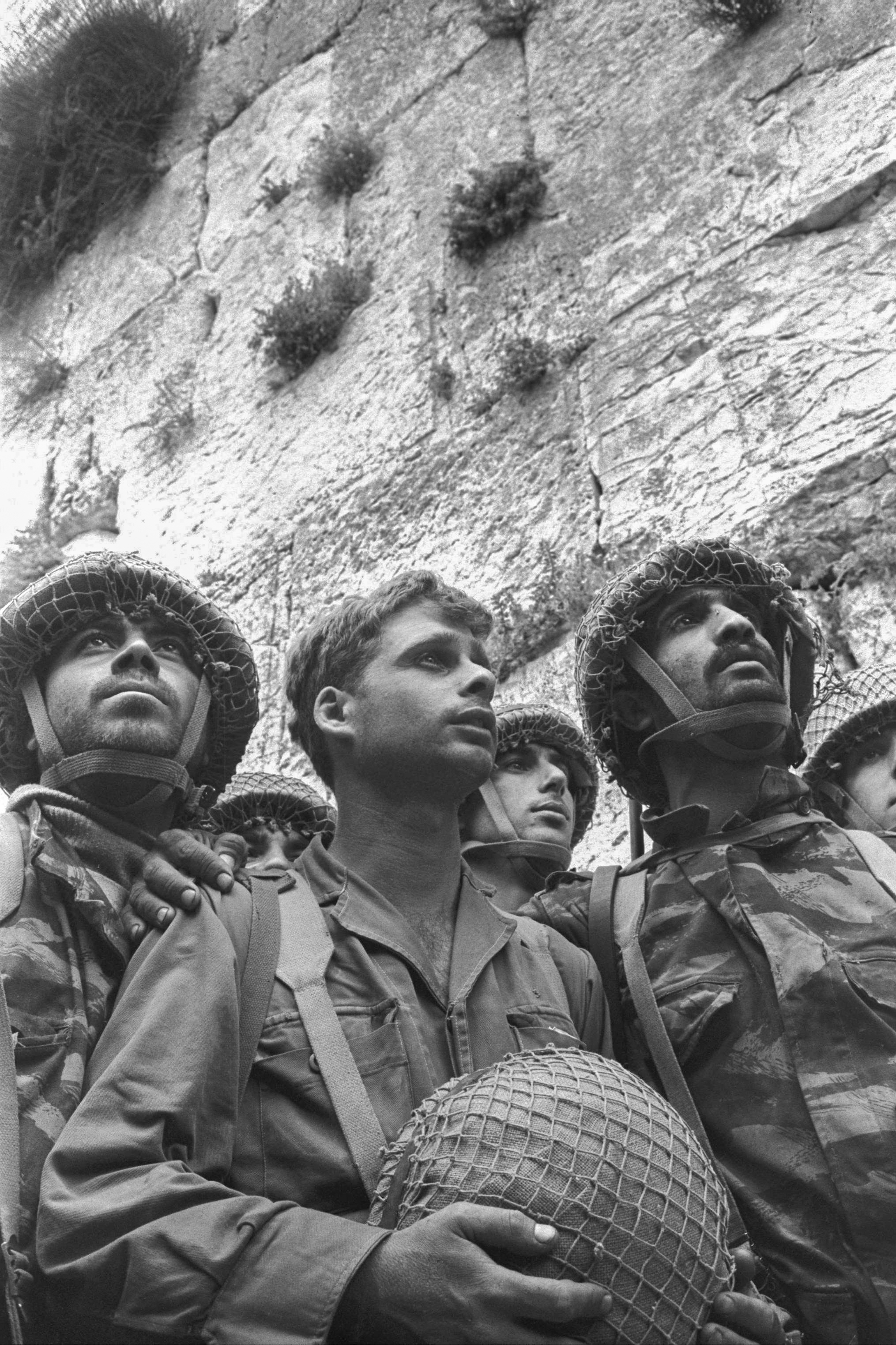
David Rubinger: Výsadkáři u Zdi nářků, 7. června 1967

Tento článek obsahuje významné fotografické události v roce 1924.

## Události
- Josef Sudek, Jaromír Funke a Adolf Schneeberger založili Českou fotografickou společnost, která si kladla za cíl používat fotografické procesy čistě, a vymanit se z vlivu grafiky.[1][2][3]
- Man Ray pořídil fotografii Ingresovy housle (Le Violon d'Ingres).[4]
- Vznikla Japonská fotografická společnost, organizace fotografů, která funguje dodnes (2022)

## Výstavy
- Březen – výstava Alfred Stieglitz Presents Fifty-One Recent Pictures: Oils, Water-colors, Pastels, Drawings, by Georgia O’Keeffe (společně s jeho fotografiemi) uskutečněná v Anderson Galleries v New York City.[5]

## Narození v roce 1924
- 20. ledna – Jerzy Tomaszewski, polský fotograf, Varšavské povstání 1944 († 26. ledna 2016)
- 15. února – Lisetta Carmi, italská fotografka († 5. července 2022)
- 18. února – Júkiči Watabe, japonský fotograf († 8. srpna 1993)
- 26. února – Irena Kummant-Skotnicka, polská účastnice Varšavského povstání, styčná důstojnice, zdravotní sestra a fotografka († 6. srpna 2003)
- 24. února – Jan Versnel, nizozemský fotograf architektury († 1. července 2007)
- 2. března – Co Westerik, 94, nizozemský malíř a fotograf († 10. září 2018)
- 22. března – Jiří Toman, český fotograf, ilustrátor a knižní grafik († 10. dubna 1972)
- 3. května – Carl Fischer, americký umělecký ředitel a fotograf autodidakt, Esquire († 7. dubna 2023)
- 15. května – Emil Barč, slovenský fotograf působící v Trnavě a průkopník barevné fotografie († 19. prosince 2004)
- 17. května – Magdaléna Robinsonová, slovenská umělecká fotografka, portrétistka, ilustrátorka, reportérka, v její tvorbě se zrcadlí hrůzy války, které ji zasáhly pronásledováním z rasových důvodů († 24. července 2006)
- 3. června – Pierre Boulat, francouzský fotograf a fotožurnalista († 11. ledna 1998)
- 4. června – John L. Gaunt, 83, americký fotograf, držitel Pulitzerovy ceny († 26. října 2007)
- 11. června – Bedřich Kocek, český fotograf († ?)
- 22. června – Dorothy Bohmová, britská fotografka německého původu, původně portréty, později pouliční fotografie, od roku 1985 barevně († 15. března 2023)
- 29. června – David Rubinger, izraelský fotograf, který pořídil snímek Výsadkáři u Zdi nářků († 2. března 2017)
- 6. července – Stanislao Farri, 96, italský fotograf († 22. června 2021)
- 23. července – Sabine Weiss, švýcarsko-francouzská fotografka ( 28. prosince 2021)
- 18. srpna – Kalle Kultala, finský dokumentární a novinářský fotograf († 2. listopadu 1991)
- 3. září – Jan Hampl, český novinář, umělecký fotograf a propagátor české fotografie († 22. dubna 2003)
- 3. listopadu – Igor Grossmann, slovenský lékárník a fotograf, věnoval se reklamní, módní a průmyslové fotografii, tvořil portréty spisovatelů a hudebníků, fotografické cykly z cest († 4. srpna 2013)
- 9. listopadu – Robert Frank, švýcarsko–americký fotograf, režisér a kameraman († 9. září 2019)
- 14. prosince – Herbert Tobias, německý fotograf († 17. srpna 1982)
- ? – Elizabeth Williamsová, americká černošská fotografka, sloužila v ženském armádním sboru, byla jedinou ženou, která fotografovala letectvo († ?)
- ? – Irena Jarosińska-Małek, polská výtvarnice, fotografka, fotoreportérka, členka varšavského obvodu Svazu polských uměleckých fotografů, jedna z prvních žen v Polské lidové republice pracující jako fotoreportérka (3. října 1924 – 16. února 1996)
- ? – Mario Carbone, italský režisér, kameraman a fotograf (12. května 1924 – 18. května 2025)

## Úmrtí v roce 1924
- 4. února – Otto Wegener, francouzský portrétní fotograf švédského původu (* 20. ledna 1849)
- 10. března – George Bourne, novozélandský fotograf (* 8. září 1875)
- 16. dubna – Johan Huijsser, nizozemský cyklista a fotograf ve stylu piktorialismu (* 18. července 1868)
- 6. května – Caroline Colditz, norská fotografka (* 18. září 1856)
- 8. května – Leopold Adler, český fotograf (* 12. července 1848)
- 20. května – František Krátký, český fotograf (* 7. září 1851)
- 9. června – Julien Gérardin, francouzský právník a fotograf (* 28. března 1860)
- 18. června – Frank G. Carpenter, americký novinář, cestovatel, fotograf a lektor (* 8. května 1855)
- 6. července – Ole Tobias Olsen, norský lektor, fotograf, žalmista, sběratel lidových melodií, varhaník, kněz a inženýr (* 18. srpna 1830)
- 4. srpna – Ivan Angelov, bulharský umělec, malíř, fotograf a pedagog (* 18. dubna 1864)
- 5. srpna – Josyp Celestianovyč Chmelevskyj, ukrajinský fotograf (* 18. března 1849)
- 6. srpna – Kadžima Seibei,  japonský fotograf (* 1866)
- 24. srpna – Albert Meyer, německý dvorní fotograf (* 27. února 1857)
- 23. listopadu – Edmund Behles, italský fotograf (* 21. července 1841)
- 21. prosince – Francesco Negri, italský fotograf (* 18. prosince 1841)
- ? – Karl Friedrich Wunder, německý fotograf (* 1849)